# Aristarco da Samotrácia
Aristarco da Samotrácia (Samotrácia, ca. 217 a.C. — Chipre, ca. 144 a.C.) foi um gramático e filólogo da Grécia Antiga, pertencente à escola alexandrina que censurou severamente a poética de Homero insistindo no caráter espúrio de muitos de seus versos.

## Biografia
Converteu-se em cidadão alexandrino, e viveu nesta cidade egípcia durante o reinado de Ptolemeu VI Filómetor. Sucedeu ao seu mestre Aristófanes de Bizâncio como diretor da biblioteca de Alexandria. Foi tutor  dos infantes da família real, mas teve de fugir, para o Chipre, frente da perseguição de Ptolemeu VIII Evérgeta II.
Segundo Suídas, tinha um caráter antipático e uma aparência descuidada; somente um poeta havia entre os seus quarenta alunos, Mosco de Siracusa. Todos estes tiveram de fugir também frente da perseguição desencadeada por Ptolemeu VIII.
Morreu no Chipre, segundo a tradição, deixando-se morrer de fome por causa de padecer um edema incurável.

## Obra
Deve-se a Aristarco a primeira edição crítica historicamente relevante dos poemas homéricos, continuando pelos trabalhos dos seus predecessores Zenódoto de Éfeso e Aristófanes de Bizâncio; quis restabelecer um texto original sem adições helenísticas. Para isso, além de utilizar do trabalho já organizado por Zenódoto, caracterizado pelo signo obélos (-) que assinalava os versos considerados como de leitura duvidosa, corrupta ou pouco fiável, criou um conjunto filológico de signos para apontar as leituras duvidosas e as interpolações: a anti-lambda ou "diple" (>), para assinalar um comentário próprio; a "diple periestigmene" (>:), para assinalar uma nota crítica que expressa um desacordo com Zenódoto; e a anti-sigma para assinalar um verso deslocado. Utilizou também do asterisco (*), inventado por Aristófanes de Bizâncio,  para assinalar repetições ociosas. Também elaborou os primeiros comentários contínuos dos mesmos, abandonando o caráter solto e pontual dos escoliastas anteriores que prevalecera até então. Compôs, além disso, monografias soltas, algumas sobre Hesíodo; a Suda afirma que foram oitocentos estes opúsculos. Por outro lado, estabeleceu o chamado Cânone alexandrino, uma série de autores que podem ser considerados puros e clássicos no uso da língua grega e que, portanto, seriam dignos de estudo e ensino.
A sua escola crítica conservou influência até época romana graças ao predicamento dado pelos seus dispersos discípulos. Em 1781 uma edição bizantina da Iliada foi encontrada na Biblioteca Marciana de Veneza; esta edição levava nas margens os escólios de quatro discípulos seus: Signos críticos de Aristônico, notas Sobre a recensão de Aristarco de Dídimo Calcêntero, e extratos da Prosódia iliádica de Herodiano e do Tratado sobre a pontuação homérica de Nicanor. Esta edição, a Venetus Græcus 822, mais habitualmente designada sob o nome de Venetus A, permite reconstituir a contribuição de Aristarco ao estudo dos textos homéricos e relançar a chamada Questão homérica.